# Пиду, Рафаэль
Рафаэль Пиду́ (фр. Raphaël Pidoux; род. 1967) — французский виолончелист. Сын и ученик Ролана Пиду.
Окончил Парижскую консерваторию (1987), затем совершенствовал своё мастерство под руководством Филиппа Мюллера, стажировался в Блумингтоне у Яноша Штаркера, занимался в классе камерного ансамбля Жана Клода Пеннетье. В 1988 году занял третье место на Международном конкурсе имени И. С. Баха.
С 1987 г. выступает в составе известного французского фортепианного трио «Скиталец», завоевавшего широкое признание (в частности, удостоенного в 1997, 2000 и 2009 гг. премии «Виктуар де ля мюзик» как лучший камерный ансамбль Франции). Участник ряда других камерных проектов — в частности, подготовил в 2009 г. совместную с Ришаром Гальяно программу из произведений Астора Пьяццолы.